# Lilla Håstad
Lilla Håstad är en småort i Håstads socken i Lunds kommun.